# Partit del Poble Sami
El Partit del Poble Sami (noruec Samefolkets Parti, sami septentrional Sámeálbmot bellodat) és un partit polític de Noruega que representa els interessos de la minoria sami de Noruega. El seu cap és Terje H. Tretnes, qui també és membres de l'Associació Sami de Noruega (Norgga Sámiid Riikasearvi) i candidat a les eleccions al Parlament Sami de Noruega. S'ha presentat a les eleccions al Parlament Sami de Noruega (Sametinget), a les eleccions al Fylkestinget de Finnmark i a les eleccions legislatives noruegues de 2001 i de 2005.
El partit ha presentat llistes als municipis d'Alta, Nesseby, Tana, Karasjok, Kautokeino, Oslo i Vestlandet, però a les generals només ha presentat llista a Finnmark, on ha obtingut 564 vots el 2001 (l'1,5% de la regió) i 704 el 2005 (1,8%). El candidat el 2005 fou Jánoš Trosten de Tana.